# 開城民俗旅館
開城民俗旅館是一所位于朝鲜开城的旅馆，于1989年落成。旅馆由19栋传统的韩屋组成，大部分都是从朝鲜王朝保留到现在的酒店有超過100個房間，一所餐廳以及一個紀念品店。